# Ribes altamirani
Ribes altamirani är en ripsväxtart som beskrevs av Eduard von Glinka Janczewski. Ribes altamirani ingår i släktet ripsar, och familjen ripsväxter. Inga underarter finns listade i Catalogue of Life.